# Авія (цар Юдеї)
Авія (Авійя) — другий цар Юдейського царства з 913 по 910 р. до н. е., наступник свого батька Ровоама.
Авія вступив на трон юдейського царства, коли ізраїльським царством правив Єровоам I. Про нього відомі лише біблійні свідчення. Як і його батько Ровоам не був вірний єдиному Богу, а почитав і ханнанських богів (1Цар 15:1-8). Авія пробував розширити кордони юдейського царства на північ, забрати землі північного ізраїльського царства, та вів війну з Єровоамом I (2 Хр. 13:1-20). Перемога у цій війні була за Авією.
Авія мав 14 жінок, 22 сини та 16 дочок. Його син Аса став новим царем після смерті батька.
| Попередник: Ровоам | Авія Правління: бл. 913 до н. е. — 910 до н. е. | Наступник: Аса |